# Maria Landes-Hindemith
Maria Landes-Hindemith, (geboren am 13. März 1901 in München als Maria Landes; gestorben 1987) war eine deutsche Pianistin und Klavierpädagogin.

## Leben
Die Tochter eines Ingenieurs wurde früh im Klavierspiel unterrichtet, etwa von Anna Hirzel-Langenhan, Nonne-Nymphenburg, Hermann Zilcher und Walther Lampe. Auch ihr Mann Rudolf Hindemith arbeitete mit ihr an der Perfektionierung ihres Spiels. Die Pianistin feierte Erfolge im In- und Ausland, blieb aber letztlich als Assistentin und dann Professorin an der Münchner Musikakademie, an der auch Lampe zuvor unterrichtete. Dort richtete sie ihren Unterricht individuell auf die Bedürfnisse der Schüler aus und galt als Meisterin der Musikpädagogik.
Zu ihren Schülern gehören Max Greger junior, Mari Holló, Annamaria Bodoky-Krause,  Rudolf Kelber, Alla von Buch, Ernest Sauter, Ludger Maxsein, Martin Hilmer, Monika Leonhard, Franz Weilnhammer, Matitjahu Kellig, Berno Scharpf, Werner Heider, Manfred Eigen, Heinrich Mörtl und viele weitere.

## Veröffentlichungen
- Kompendium der Klaviertechnik. Robert Lienau Musikverlag, Berlin, 1993 (postum; Hrsg. durch ehemalige Schülerinnen). ISMN 979001140020-3 (Suche im DNB-Portal)